# Otogornis
Otogornis був одним з перших беззубих птахів з раннього крейдяного періоду. Otogornis належав до групи Enantiornithes (зубаті птахи), був знайдений в Китаї і описаний у 1994 році.